# 18 cm kurze Kanone M. 80
Il 18 cm kurze Kanone M. 80 era un obice da fortezza e da assedio austro-ungarico, impiegato durante la prima guerra mondiale.

## Storia
Questa arma faceva parte della famiglia M. 80 insieme ai cannoni 12 cm Kanone M. 80 calibro 120 mm e 15 cm Kanone M. 80 da 150 mm. Le tre bocche da fuoco furono adottate nel 1880 in sostituzione dei pezzi del tipo M. 61. Immesse in servizio l'anno successivo, erano montate sullo stesso affusto ed impiegavano lo stesso sistema di chiusura. Erano armi con una ridotta mobilità, concepite secondo la dottrina ottocentesca per l'impiego statico da fortezza e per l'artiglieria da assedio.
Come tutti gli eserciti europei, anche quello austro-ungarico entrò nella Grande Guerra con un parco di artiglieria per la maggior parte obsoleto. Gli obici vennero quindi utilizzati sulle opere fortificate, come nell'assedio di Przemyśl e di Cracovia, attaccate dai russi.

## Tecnica
La canna era in bronzo sottoposto ad autoforzamento, pesava 2 030 kg ed era lunga 2 220 mm. L'otturatore era a cuneo orizzontale. Le munizioni erano a cartoccio-proietto. L'affusto a ruote di tipo rigido, comune per le tre armi della famiglia, era in ferro, munito di avantreno. L'elevazione era ottenuta agendo su un vitone sotto la culatta. Il pezzo doveva essere messo in batteria su di una piattaforma di travi e tavole, alla quale l'affusto era reso solidale da un freno di sparo idraulico collegato ad un perno centrato sulla piattaforma. Al momento dello sparo tutto il pezzo rinculava limitato dal freno e risalendo sui cunei posti dietro alle ruote; esaurita la corsa retrograda, i cunei facevano sì che il pezzo tornasse in batteria per gravità.